# Vendelsömalm
Vendelsömalm är en kommundel i  Haninge kommun på Södertörn söder om Stockholm. Vendelsömalm ligger cirka 2,5 km nordost om Haninge Centrum och angränsar mot Svartbäcken och Ramsdalen i öster, Vendelsö-Gudö i norr, Brandbergen i söder och mot Norrby i väster. 
I kommundelen ingår områden som Vendelsömalmsgropen, Mårtensberg, Svartbäcken och Ramsdalen m.m. 